# Gusau
Gusau è una città e local government area della Nigeria, capitale dello Stato di Zamfara. Qui è nato l'ex senatore Toni Iwobi.